# Oreolalax pingii
Oreolalax pingii är en groddjursart som först beskrevs av Liu 1943.  Oreolalax pingii ingår i släktet Oreolalax och familjen Megophryidae. IUCN kategoriserar arten globalt som starkt hotad. Inga underarter finns listade i Catalogue of Life.